# Patricio Martínez de Bustos
Patricio Martínez de Bustos (Almazán, 24 de marzo de 1726 – Madrid, 13 de septiembre de 1810) fue un eclesiástico y hombre de estado español, comisario general de Cruzada y caballero de la orden de Carlos III.

## Biografía
De familia noble, hijo de Antonio José Martínez de Bustos, corregidor de Almazán, y de Josefa Baltasara Manrique. Ingresó como colegial del colegio de Santiago de los Manriques, de la Universidad de Alcalá. Fue arcediano de Trastámara, y dignidad de la iglesia metropolitana de Santiago. Formó parte del consejo de Hacienda. En 1792 fue nombrado comisario general de Cruzada. El 6 de abril de 1794 fue condecorado con la gran cruz de la orden de Carlos III. Falleció en 1810.